# Nanpan (rivière)
La Rivière Nanpan (chinois simplifié : 南盘江) a sa source sur le Plateau de Yungui à l'est de la province du Yunnan. Elle se dirige ensuite vers l'est, et constitue la frontière entre les provinces de Guizhou et le Guangxi. Elle rejoint la rivière Beipan pour devenir le Hongshui.
La rivière Nanpan est coupée par le barrage de Tianshengqiao (chinois simplifié : 天生桥大坝), qui forme le lac Wanfeng (chinois simplifié : 万峰湖).